# Hain (rivière)
Pour les articles homonymes, voir Hain.
Le Hain est une petite rivière de Belgique, ancien affluent de la Senne donc ancien sous-affluent de l'Escaut, la Dyle et le Rupel, située entièrement dans la province du Brabant wallon. 

## Géographie
Le Hain prend source à Lillois-Witterzée sur le plateau brabançon et arrose les villages d'Ophain-Bois-Seigneur-Isaac, Wauthier-Braine, Braine-l'Alleud, et Braine-le-Château pour enfin aller joindre ses eaux à celles du canal Bruxelles-Charleroi à Clabecq.

## Étymologie
Le Hain s'est anciennement appelé Braine (d'où le nom de trois villages qu'il traverse), et ensuite ri d’Ophain. Par étymologie populaire on croyait qu’Ophain signifiait « haut Hain », alors que ce toponyme voulait dire « maison d'en haut », et on l’appela donc Hain.